# Paweł Sowiński (koszykarz)
Paweł Sowiński (ur. 28 października 2005) – polski koszykarz występujący na pozycji rozgrywającego, od 2020 zawodnik Arriva Polskiego Cukru Toruń. 

## Osiągnięcia
Stan na 2 maja 2024, na podstawie, o ile nie zaznaczono inaczej.

### Indywidualne
Młodzieżowe
- Zaliczony do I składu mistrzostw Polski młodzików (2019)

### Reprezentacja
- Uczestnik:
  - U–18 (2023 – 14. miejsce)
  - FIBA U16 European Challengers (2021)